# Deep Purple Secret Mexican Tour
Deep Purple Secret Mexican Tour – trasa koncertowa grupy muzycznej Deep Purple, na którą złożyły się tylko trzy koncerty: dwa w Meksyku i jeden w USA.

## Program koncertów
1. "Highway Star"
2. "Ramshackle Man"
3. "Maybe I'm a Leo"
4. "Fireball"
5. "Pictures of Home"
6. Keyboard Solo
7. "Knockin' at Your Back Door"
8. Guitar Solo
9. "Anyone's Daughter"
10. "Child in Time"
11. "Anya"
12. "The Battle Rages On"
13. "When a Blind Man Cries"
14. "Lazy"
15. Drum Solo
16. "Space Truckin'"
17. "Woman from Tokyo"
18. "Paint it Black" (cover The Rolling Stones)

Bisy:
1. "Speed King"
2. "Smoke on the Water"

## Lista koncertów
1. 23 listopada 1994 - Meksyk, Meksyk - Palacio de los Deportes
2. 25 listopada 1994 - Monterrey, Meksyk - Auditorio Coca Cola
3. 26 listopada 1994 - Corpus Christi, Teksas - Johnnyland Auditorium

## Źródła
- http://www.deeppurpleliveindex.com/